# 田村孝一郎
田村孝一郎（たむら こういちろう）は、日本のシンガーソングライター。鹿児島県熊毛郡屋久島町安房出身、同町宮之浦に在住。
玩具店と自転車店を生業とするかたわら、屋久島を中心に音楽活動を展開している。メッセージソングから切ない恋の歌、演歌まで幅広い自作曲約200曲を持ち歌とする。
「屋久の島唄」「風景」「故郷」｢屋久島パラダイス｣　｢我が人生のブルース｣　｢天の川」「屋久島の歌」｢母さんの歌」の計8枚の自主制作CDをリリースしている。